# Bathygobius burtoni
Bathygobius burtoni е вид бодлоперка от семейство Попчеви (Gobiidae).

## Разпространение и местообитание
Видът е разпространен в Сао Томе и Принсипи.
Обитава сладководни басейни, морета и крайбрежия. Среща се на дълбочина около 0,6 m, при температура на водата около 27,1 °C и соленост 33,1 ‰.

## Описание
На дължина достигат до 8 cm.